# Província de les Illes
La província de les Illes (en llatí Provincia Insularum) fou una província romana creada per Vespasià amb les illes de la província d'Àsia. En temps de Constantí tenia 53 illes i la capital era Rodes.